# Ealhmund z Kentu
Ealhmund z Kentu (żył w VIII wieku) – król Kentu w 784 roku.
Niewiele jest informacji na temat tego władcy. Jednakże jego istnienie jest niepodważalne. Wymieniony został w „Kronice Anglosaskiej” jako król Kentu, zachował się również w Canterbury dowód jego nadania dla opata Withreda z klasztoru w Reculver. Domniemany ojciec Egberta uznawanego przez wielu za pierwszego króla Anglii.